# رافد حميد عيسى
رافد حميد عيسى(ولد في العراق، البصرة عام 9 كانون الثاني 1993) هو لاعب منتخب العراق لكرة القدم الصالات، مركز اللعب مهاجم.

## مسيرته
بدأ مع نادي شط العرب ثم انتقل إلى نادي الجنوب. ثم نادي نفط الوسط، ثم نادي نفط الجنوب.

### الألقاب الفردية
هداف الدوري العراقي مع نادي نفط الجنوب موسم 2014.[بحاجة لمصدر]

### المشاركات الخارجية
شارك مع نادي نفط الوسط في بطولة آسيا للآندية. كما مثّل المنخب العراقي في جميع البطولات منذ عام 2014 إلى الآن.